# La donna nuda
La donna nuda er en italiensk stumfilm fra 1922 af Roberto Roberti.

## Medvirkende
- Francesca Bertini
- Angelo Ferrari
- Franco Gennaro
- Iole Gerli
- Gino Viotti